# Махендрапарвата
Махендрапарвата (кхмер. មហេន្ទ្របវ៌ត) — древний город эпохи империи кхмеров в Камбодже, находящийся в провинции Сиемреап. Обнаружен в июне 2013 года археологической экспедицией с помощью технологии воздушного лазерного сканирования.

## Этимология
Название Махендрапарвата, означающее «Гора великого Индры», происходит от санскритских слов महेन्द्र (Великий Индра, именование индуистского бога Индры) и पर्वत (гора) и является ссылкой на священную вершину, ныне известную как Пномкулен, где Джаявармана II был освящён как первый король империи кхмеров в 802 году. Название засвидетельствовано в надписях на храме Ак Юм в районе Ангкор.

## Местоположение
Махендрапарвата находится в 40 километрах к северу от комплекса Ангкор-Ват (45 километров к северу от Сиемреапа) на склонах плато Кулен в провинции Сиемреап.

## Экспедиция
Многолетней археологической экспедицией, целью которой было найти город Махендрапарвата, руководили Дамиан Эванс из Сиднейского университета и Жан-Батист Шеванс из Archaeology and Development Foundation (Лондон). Команда представила предварительные результаты в июне 2013 года. Ключевой особенностью экспедиции было использование прикреплённого к вертолёту прибора лидар для сканирования местности Кулен и последующей разметки города на карте. Для сканирования потребовалось семь дней работы с вертолётом. Полученные результаты подтвердили наземные исследования предыдущих археологов. Но по словам Шеванса, до этого у них не было целостной картины территории.
Наземный этап экспедиции проходил через козьи тропы, водянистые болота и минные поля. Сначала археологи обнаружили пять новых храмов. В итоге, используя данные лидара, было обнаружено 30 ранее неизвестных храмов. Кроме того, была обнаружена сложная сеть дорог, дамб и прудов, образовывавших город. По словам доктора Эванса, упадок цивилизации мог произойти в результате вырубки лесов и проблем обеспечения водой.

## История
Команда экспедиции датировала основание Махендрапарваты 802 годом нашей эры. Таким образом, город был основан раньше Ангкор-Вата примерно на 350 лет.
Период основания города относится к царствованию Джаявармана II, который считается основателем империи кхмеров. Его правление было освящено на священной горе Махендрапарвата. Основанный им город был одной из трёх столиц, двумя другими были Амарендрапура и Харихаралайя.
В 1936 году экспедиция французского археолога и искусствоведа Филиппа Штерна также исследовала плато Кулен. Он обнаружил неизвестные ранее храмы и статуи Вишну и описал этот район как первый настоящий горный храм. Однако этот район, хоть и бывший источником рек, впадающих на юге в Тонлесап, был отдалённым. Позже в своё царствование Джаяварман II переехал в Харихаралайю, где и умер в 835 году.